# Elżbieta Bojanowska
Elżbieta Bojanowska (ur. 19 listopada 1971 w Płocku) – polska socjolog i urzędniczka państwowa, doktor nauk humanistycznych, w latach 2015–2019 podsekretarz stanu w Ministerstwie Rodziny, Pracy i Polityki Społecznej.

## Życiorys
Ukończyła studia z zakresu politologii i nauk społecznych na Akademii Teologii Katolickiej oraz specjalizację z polityki społecznej w Instytucie Stosowanych Nauk Społecznych Uniwersytetu Warszawskiego. Absolwentka studiów podyplomowych w zakresie organizacji pomocy społecznej na Uniwersytecie Warszawskim. W 2012 obroniła pracę doktorską z socjologii na UKSW, pracuje jako adiunkt w Instytucie Socjologii na Wydziale Nauk Historycznych i Społecznych Uniwersytetu Kardynała Stefana Wyszyńskiego.
Autorka publikacji z zakresu polityki społecznej, w szczególności starzenia się społeczeństwa i starości. Pracowała w Kancelarii Senatu RP, PKN Orlen oraz jako dyrektor departamentu w Ministerstwie Sportu i Turystyki. Zasiadła w Krajowym Komitecie Rozwoju Ekonomii Społecznej.
8 grudnia 2015 objęła stanowisko podsekretarza stanu w Ministerstwie Rodziny, Pracy i Polityki Społecznej, odpowiedzialnego za politykę społeczną. Została odwołana 9 stycznia 2019 w związku z opublikowaniem nadzorowanego przez nią projektu ustawy o przemocy domowej, który zakładał m.in. że jednorazowe pobicie nie byłoby już przemocą domową. Następnie była dyrektorem Instytutu Pracy i Spraw Socjalnych.